# Manuel Contreras
Juan Manuel Guillermo Contreras Sepúlveda (4. května 1929 Santiago de Chile – 7. srpna 2015, tamtéž) byl chilský důstojník ozbrojených sil, který stál v čele chilské tajné policie DINA během diktatury generála Augusta Pinocheta.
V sedmdesátých letech řídil mezinárodní hon, jehož cílem byly vraždy politických oponentů Pinochetovy vojenské junty. Po změně režimu v Chile dostal v roce 1995 dostal trest sedmi let ve vězení za vraždu chilského diplomata Orlanda Leteliera. Za další zločiny spáchané během Pinochetovy diktatury mu pak byl trest několikrát výrazně navýšen.